# Long Island (Maine)
Long Island es un pueblo ubicado en el condado de Cumberland en el estado estadounidense de Maine. En el Censo de 2010 tenía una población de 230 habitantes y una densidad poblacional de 2,65 personas por km².

## Geografía
Long Island se encuentra ubicado en las coordenadas 43°40′37″N 70°9′17″O / 43.67694, -70.15472. Según la Oficina del Censo de los Estados Unidos, Long Island tiene una superficie total de 86.83 km², de la cual 3.69 km² corresponden a tierra firme y (95.76%) 83.15 km² es agua.

## Demografía
Según el censo de 2010, había 230 personas residiendo en Long Island. La densidad de población era de 2,65 hab./km². De los 230 habitantes, Long Island estaba compuesto por el 93.48% blancos, el 2.17% eran afroamericanos, el 0.43% eran amerindios, el 2.61% eran asiáticos, el 0% eran isleños del Pacífico, el 0.43% eran de otras razas y el 0.87% pertenecían a dos o más razas. Del total de la población el 2.17% eran hispanos o latinos de cualquier raza.